# Kawakatsu Heita
Kawakatsu Heita (川勝 平太 Kawakatsu Heita) (sinh ngày 16 tháng 8 năm 1948) là chính khách người Nhật Bản. Hiện tại, ông đang giữ chức vụ thống đốc tỉnh Shizuoka kể từ năm 2009.